# استقامت (مریخ‌نورد)
مریخ‌نورد پشتکار یا استقامت (به انگلیسی: Perseverance) که گاهی با نام پرسی هم شناخته می‌شود، یک کاوشگر مریخ‌نورد سیارهٔ مریخ است که آزمایشگاه پیش‌رانش جت برای استفاده در مأموریت مریخ ۲۰۲۰ ناسا آن را ساخته‌است. این مریخ نورد در تاریخ ۳۰ ژوئیهٔ ۲۰۲۰ برای مأموریت مدارگردی مریخ در ساعت ۷:۵۰ دقیقهٔ بعد از ظهر پرتاب شد EDT (11:50 UTC), و در ۱۹ فوریهٔ ۲۰۲۱ در ساعت ۰۰:۳۰ (به وقت ایران) در مریخ فرود آمد. این مریخ‌نورد از مرکز فضایی کندی در پایگاه کیپ کاناورال، فلوریدا رهسپار مریخ شد. محل فرود آن دهانهٔ مریخی جیزرو در نظر گرفته شده بود.
این مریخ‌نورد که به بزرگی یک اتومبیل سواری است با هفت ابزار علمی برای مطالعهٔ سطح مریخ در دهانهٔ جیزرو مجهز است. تجهیزات مریخ‌نورد پشتکار در مجموع ۲۳ دوربین و دو میکروفون
یک دستگاه تهیهٔ اکسیژن با خود دارند.
این مریخ‌نورد همچنین بالگرد مریخی نبوغ؛ که پهباد کوچکی است را به همراه دارد. این پهباد آزمایشی امکان پرواز این‌گونه وسیله را در جو مریخ مشخص خواهد کرد. در صورت موفقیت این بالگرد پیشاهنگ می‌تواند در پیدا کردن مکان‌های مورد نظر برای بررسی مریخ‌نورد استقامت کمک کند.
این کاوشگر در تاریخ ۱۸ فوریهٔ ۲۰۲۱ ساعت ۲۰:۵۵ (UTC) فوریه ۲۰۲۱. برابر با بامداد ۱ اسفند ماه ۱۳۹۹ خبر فرود خود را بر سطح مریخ و نخستین عکس خود را از این سیاره ثبت و به زمین فرستاد.

## پیشینه
با وجود فرود موفقیت‌آمیز کاوشگر کنجکاوی در اوت ۲۰۱۲ و دستاوردهای برجستهٔ آن، برنامهٔ اکتشاف مریخ ناسا به دلیل کاهش بودجهٔ ناسا در سال ۲۰۱۰ در وضعیت عدم اطمینانی قرار گرفته بود. ناسا ناچار شد که از همکاری برنامه‌ریزی شده با آژانس فضایی اروپا که شامل یک مأموریت مریخ‌نورد بود، خارج شود. در تابستان ۲۰۱۲، برنامه‌ای که شامل هر دو سال یکبار مأموریت به مریخ بود به تصویب نرسید، ناسا ناگهان خود را بی هیچ مأموریت تصویب شده‌ای پس از ۲۰۱۳ یافت.
در سال ۲۰۱۱، نظرسنجی دهه‌ای علوم سیاره‌ای، گزارشی از آکادمی‌های ملی علوم، مهندسی و پزشکی با انتشار مجموعه‌ای تأثیرگذار از توصیه‌هایی که به انجمن علوم سیاره ارائه داده بود، بیان کرد که اولویت اصلی برنامهٔ اکتشاف‌های سیاره‌ای ناسا در دههٔ ۲۰۱۳–۲۰۲۲ باید برای شروع یک رفت‌وآمد بازآوری نمونه از مریخ، یک پروژهٔ سه مأموریتی برای جمع‌آوری، پرتاب و بازگشت امن نمونه‌های سطح مریخ به زمین باشد. در این گزارش آمده‌است که ناسا باید با هدف نگه‌داشتن هزینه‌ها زیر ۲٫۵ میلیارد دلار، در یک مریخ‌نورد نمونه‌برداری سرمایه‌گذاری کند.
ناسا، قصد خود را برای راه‌اندازی یک مأموریت جدید مریخ‌نوردی تا سال ۲۰۲۰ در کنفرانس اتحادیه ژئوفیزیک آمریکا در دسامبر ۲۰۱۲، با توجه به موفقیت کاوشگر کنجکاوی و در پاسخ به توصیه‌های نظرسنجی دهه‌ای، اعلام کرد.
هرچند در ابتدا متعهد شدن به توانایی نمونه برداری بلند پروازانه می‌نمود و مأموریت‌های بعدی متعاقب آن نیز در تردید بود، اما تیم تعریف علمی ناسا برای پروژه مریخ ۲۰۲۰ در گزارشی که در ژوئیه ۲۰۱۳ انتشار داد اعلام کرد که مأموریت باید «مجموعه‌ای از یک رشته نمونه جذاب را پیدا و در جای قابل بازگشتی ذخیره کند».

## مأموریت

### هدف‌های علمی
مریخ‌نورد پشتکار دارای چهار هدف علمی است که از اهداف علمی برنامه اکتشاف مریخ پشتیبانی می‌کند:
1. در جستجوی نشانی از قابلیت زندگی (حیات): شناسایی محیط‌هایی که در گذشته می‌توانسته‌اند قادر به پشتیبانی از زندگی میکروبی باشند.
2. به دنبال نشانه‌های زیستی: یافتن نشانه‌هایی از حیات میکروبی پیشین در آن محیط‌های دارای قابلیت میزبانی زیست، به‌ویژه در سنگ‌های بخصوصی که با گذشت زمان چنین نشانه‌هایی را در خود حفظ می‌کنند.
3. یافتن و ذخیره‌سازی نمونه‌ها: یافتن نمونه‌هایی از سنگ اصلی و سنگ‌پوشه‌ها (خاک) و جمع‌آوری آن‌ها در سطح مریخ.
4. آماده‌سازی برای انسان: آزمودن روش تهیهٔ اکسیژن از جو مریخ.

## طرح

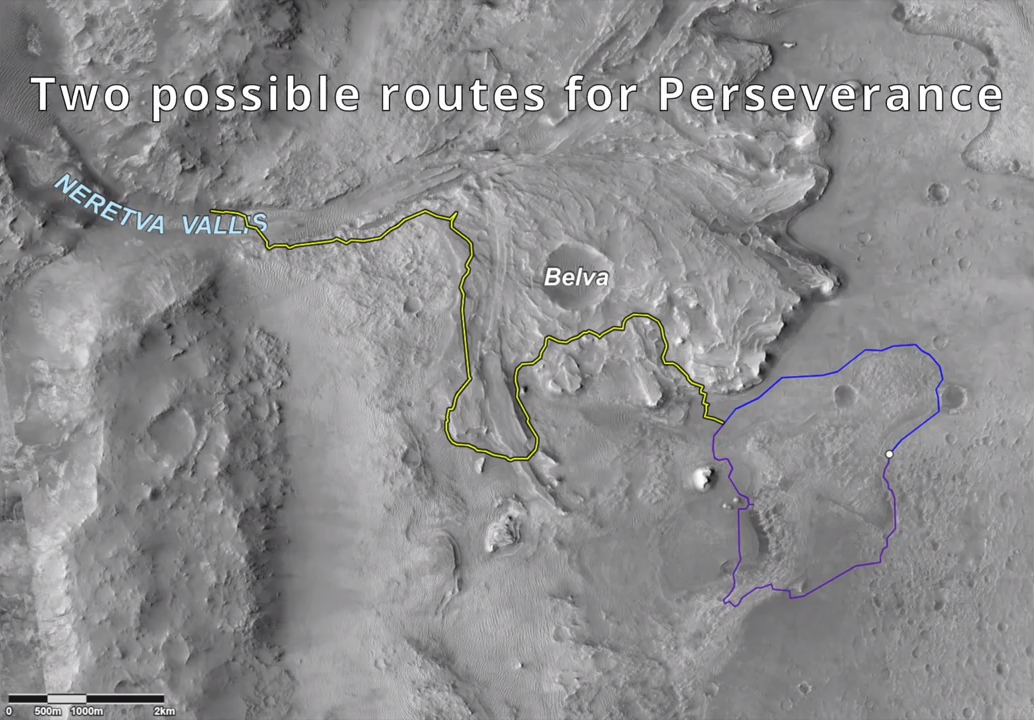
مریخ نورد

کار طراحی مریخ‌نورد جدید را همان تیم از مهندسانی که در طراحی مریخ‌نورد کنجکاوی دست داشتند بر عهده گرفتند و با توجه به وضعیت کنونی کنجکاوی آنها توانستند مریخ‌نورد مقاوم‌تری را ارائه دهند. چرخ‌های کنجکاوی فرسودگی بیشتری را نسبت به آنچه که در سطح زمین پیش‌بینی می‌شود متحمل شده و یکی از چرخ‌ها آسیب دیده‌است.این بار از آلیاژ جدیدی از آلومینیوم با دوام بیشتر، قطر بزرگ‌تر، عرض باریک‌تر و ضخامت بیشتر نسبت به چرخ‌های کنجکاوی در نظر گرفته شده‌است. علاوه بر این چرخ‌های آلومینیومی با پره‌های منحنی تیتانیوم پوشانده شده‌اند. در نتیجهٔ به‌کارگیری ابزار بزرگ‌تر برای نمونه‌برداری و سامانه جدید ذخیره‌سازی و بهسازی چرخ‌ها استقامت را ۱۷ درصد (از ۸۹۹ کیلوگرم به ۱۰۵۰ کیلوگرم) سنگین‌تر از مدل پیشین خود ساخته‌است. بازوی رباتیک پنج مفصلهٔ این مریخ‌نورد ۲٫۱ متر طول دارد. از این بازو و برجک آن برای تجزیه و تحلیل نمونه‌های زمین‌شناسی از سطح مریخ استفاده خواهد شد.

## ابزار و تجهیزات
| ابزار           | نوع ابزار                                  | هدف‌های در پیش                                                                            | ویژگی‌های اصلی | توان مصرفی  | حجم داده ارسالی در روز(مگابیت)         | موقعیت                                 | وضعیت |
| --------------- | ------------------------------------------ | ---------------------------------------------------------------------------------------- | --- | ----------- | -------------------------------------- | -------------------------------------- | ----- |
| Mastram-Z       | دوربین رنگی (تصویر و ویدیو) با توانایی زوم | گرفتن فیلم و تصویرهای سه‌بعدی از زمین و آسمان محل (بالا و پایین)                          | ۱۶۰۰–۱۲۰۰ پیکسل وضوح مکانی: ۱۵۰ میکرون در ۷٫۴ میلی‌متر بسته به فاصله                                                 | ۱۷٬۴ وات    | ۱۴۸                                    | بالای دکل                              | تعریف |
| MEDA            | ایستگاه هواشناسی                           | اندازه‌گیری دما، فشار اتمسفر، رطوبت، تابش، اندازه و مقدار گرد و غبار، باد، پرتوهای فروسرخ | | ۱۷ وات      | ۱۱                                     | در دکل و در بخش بالای شاسی (توزیع شده) | تعریف |
| PIXL            | طیف‌سنج پرتو ایکس                           | ترکیب شیمیایی سنگ‌ها با وضوح بالا                                                         | ۱۶۰۰–۱۲۰۰ پیکسل وضوح مکانی: ۱۵۰ میکرون در ۷٫۴ میلی‌متر بسته به فاصله                                                 | ۲۵ وات      | ۱۶                                     | در انتهای بازو                         | تعریف |
| RIMFAX          | رادار                                      | ساختار زمین‌شناسی در زیرزمین (خاک)                                                        | عمق حداکثر ۱۰ متر وضوح عمودی: ۱۵ تا ۳۰ سانتی‌متر                                                                     | ۵ تا ۱۰ وات | ۵ تا ۱۰ کیلوبایت در هر سایت مورد بررسی | در زیر شاسی (قسمت عقب)                 | تعریف |
| SHERLOC شرلاک   | Spectromètre, laser et caméra (contexte)   | تشخیص مواد معدنی، مولکول‌های آلی و رد پای زیستی احتمالی میکروارگانیسم‌ها با وضوح بالا      | وضوح پرونده: لیزر ۵۰ میکرون ، دوربین ۳۰ میکرونی با میدان دید: دوربین طیف سنج 2 mm 3 1.5 1.5 سانتی متر 7 7 7 میلی‌متر | ۴۹ وات      | ۸۰ (ناخالص)                            | در انتهای بازو                         | تعریف |
| SuperCam سوپرکم | طیف‌سنج، لیزر و دوربین (زمینه)              | ترکیب شیمیایی (اتمی و مولکولی) سنگ‌ها و خاک‌ها                                             | طیف‌سنجی LIBS (محدوده ۷ متر) طیف‌سنجی Raman و طیف‌سنج مادون قرمز لومینسانس                                             | ۱۷٬۹ وات    | ۱۵٫۲                                   | حسگرهای سر دکل                         | تعریف |
| MOXIE           | تجهیزات ISRU                               | تهیهٔ اکسیژن از جو مریخ (نمونه آزمایشی اولیه                                              | تهیهٔ ۱۰ گرم در روز.                                                                                                 | ۳۰۰ وات     |                                        | در بدنهٔ مریخ‌نورد                       | تعریف |

## نگارخانه

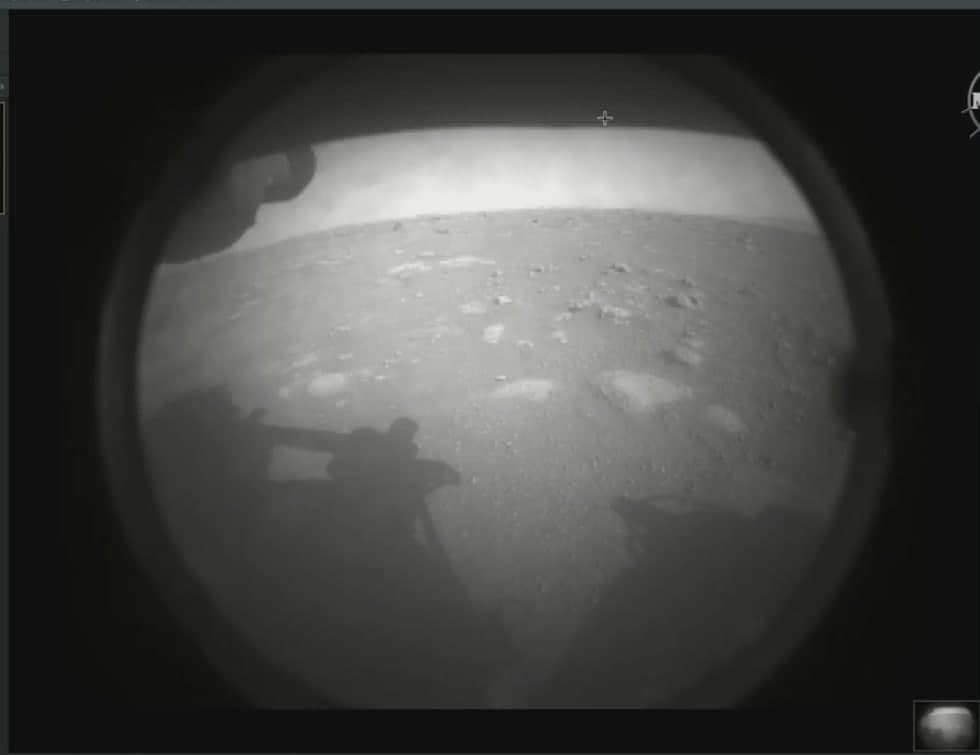
نخستین نگاره‌ای که از مریخ‌نورد «پشتکار» دریافت شد.
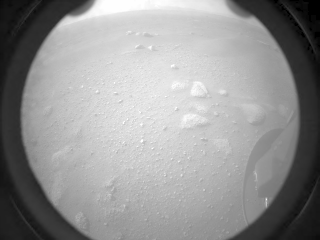
از دیدگاه دوربین پرهیز از خطر عقب راست.
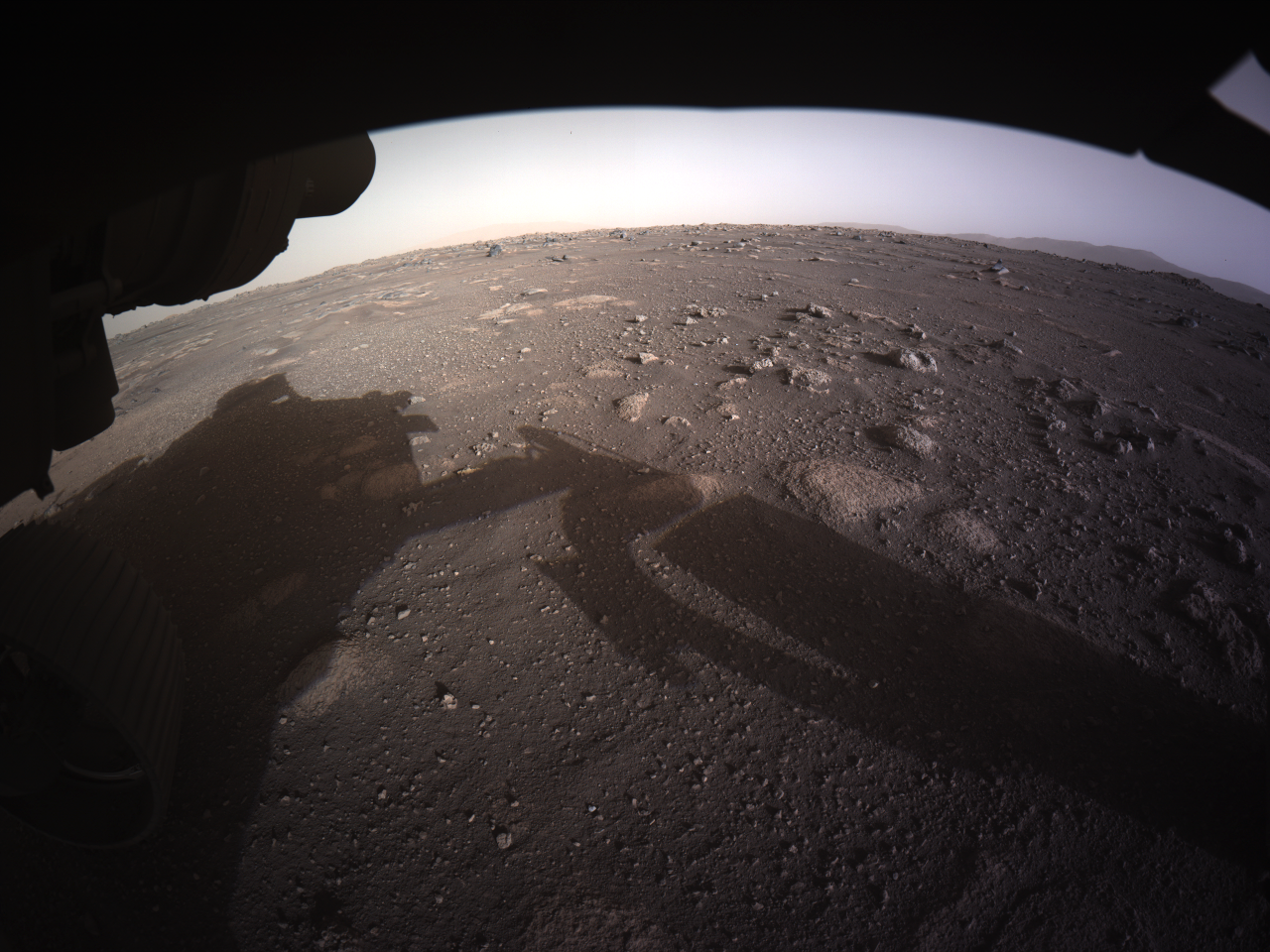
نخستین نگارهٔ رنگی
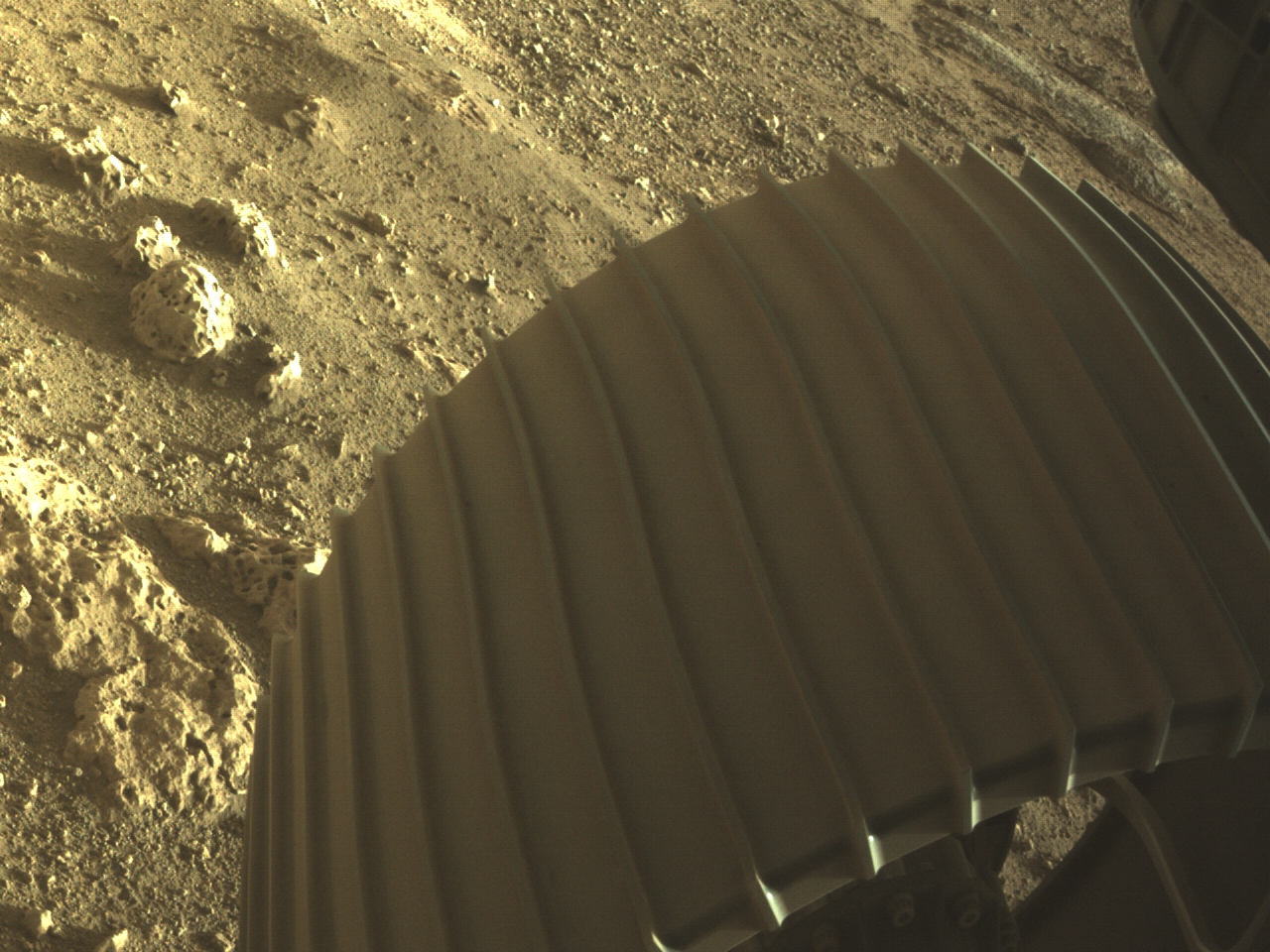
نخستین عکس از چرخ های کاوشگر استقامت در مریخ
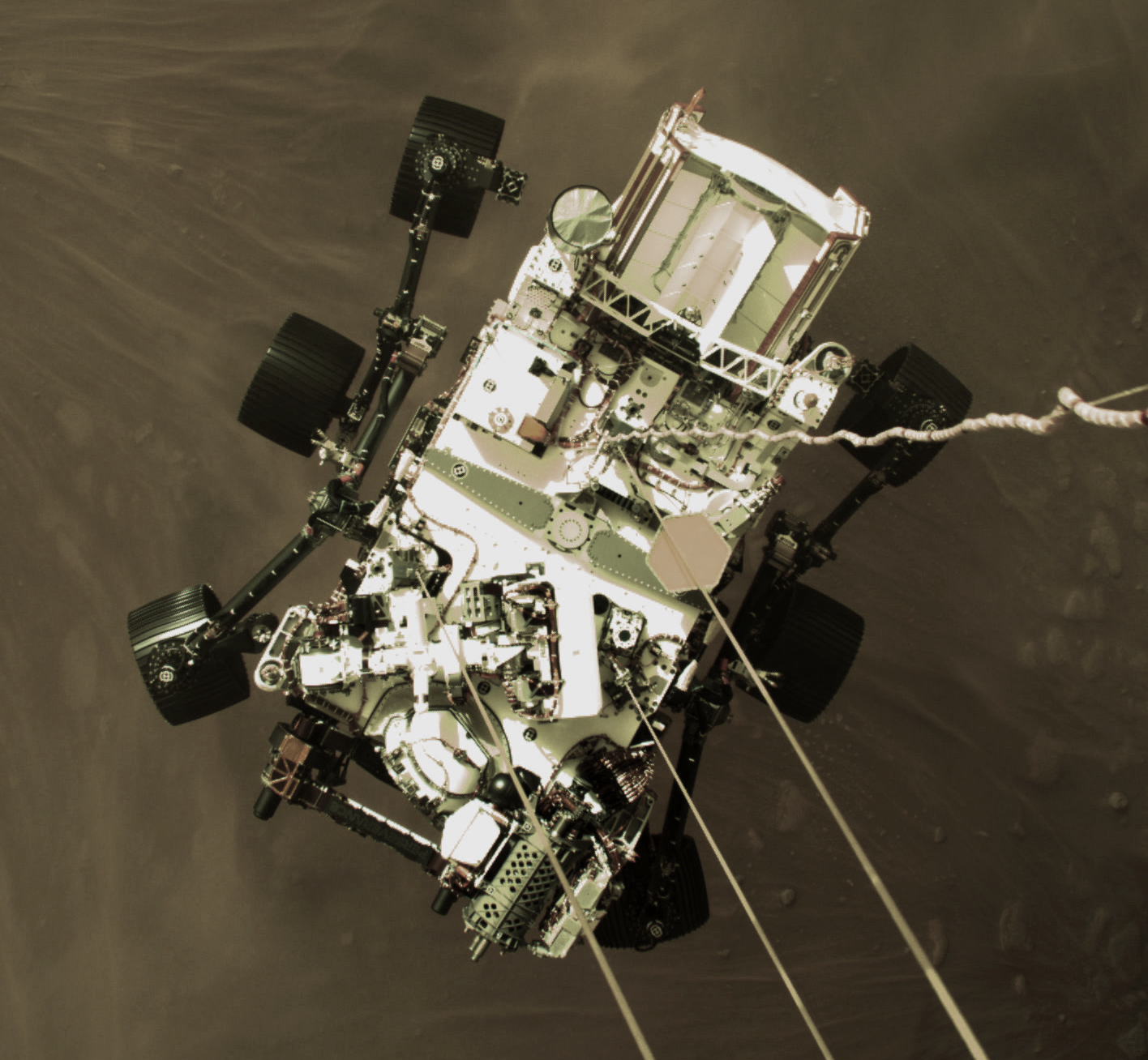
تصویری از لحظه فرود کاوشگر استقامت بر روی سیاره سرخ(مریخ)
سلفی استقامت از خود همراه با بالگرد مریخی نبوغ
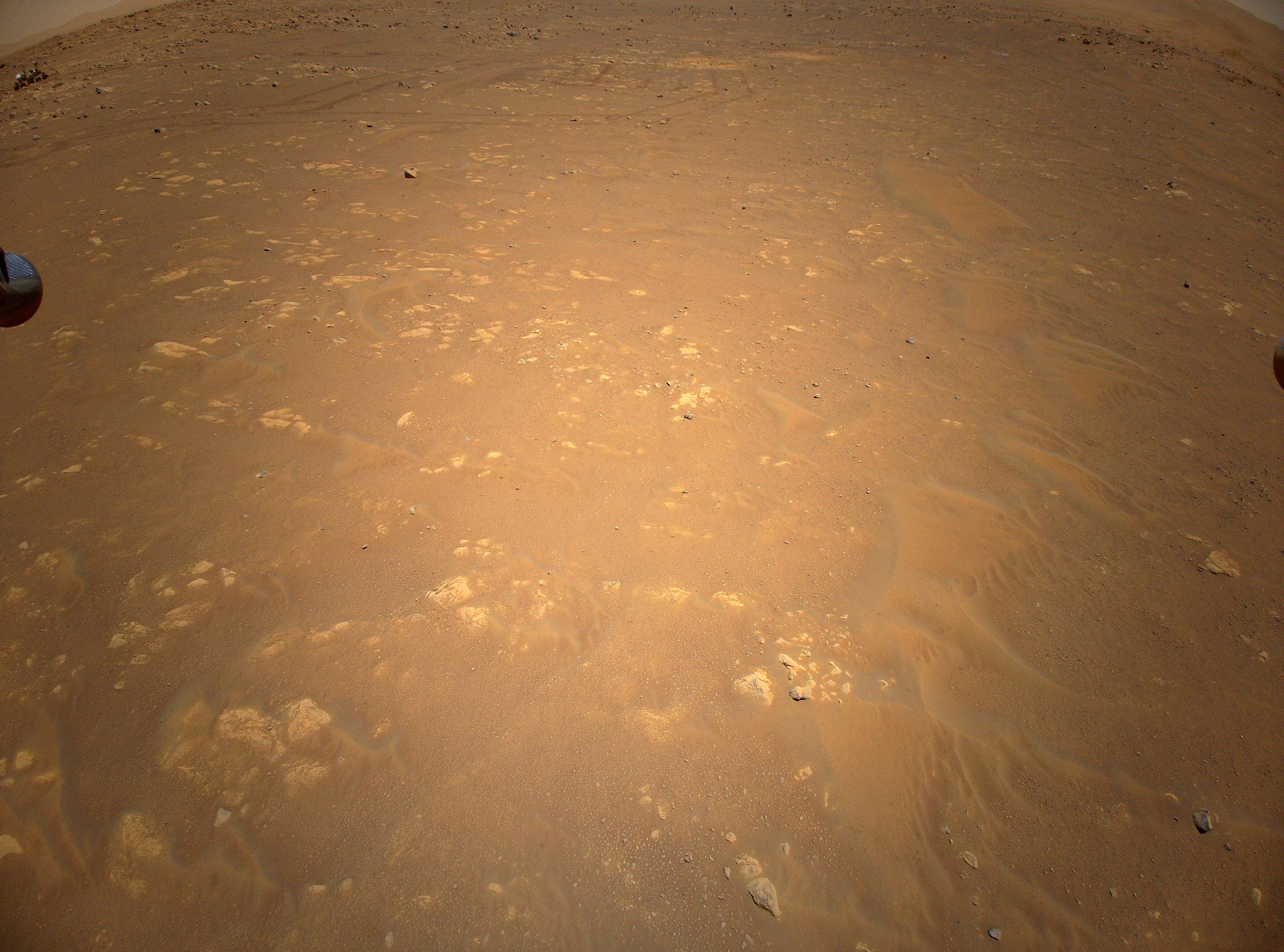
تصویری از نمای جلویی کاوشگر
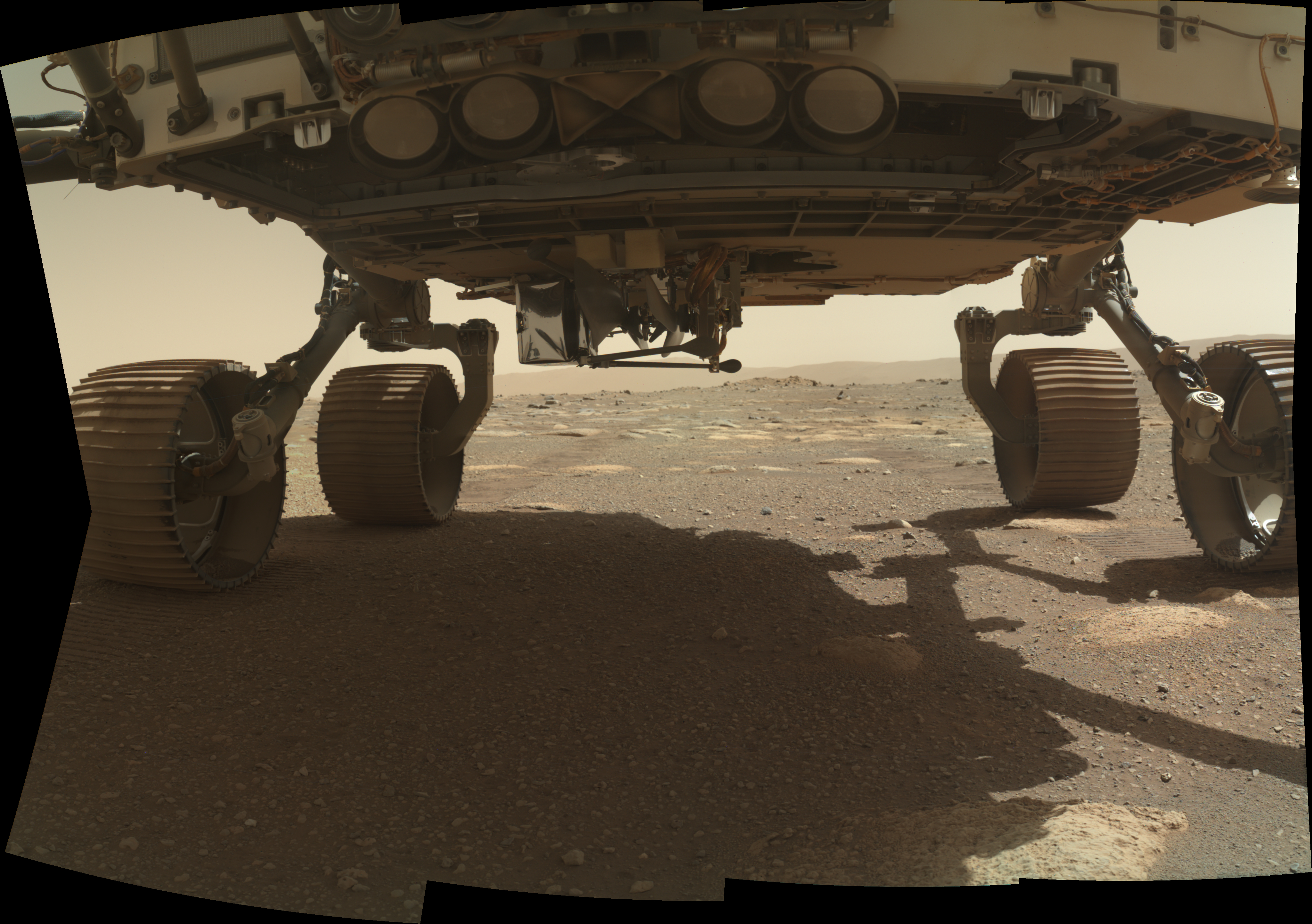
تصویری از لحظه جداسازی بالگرد مریخی نبوغ
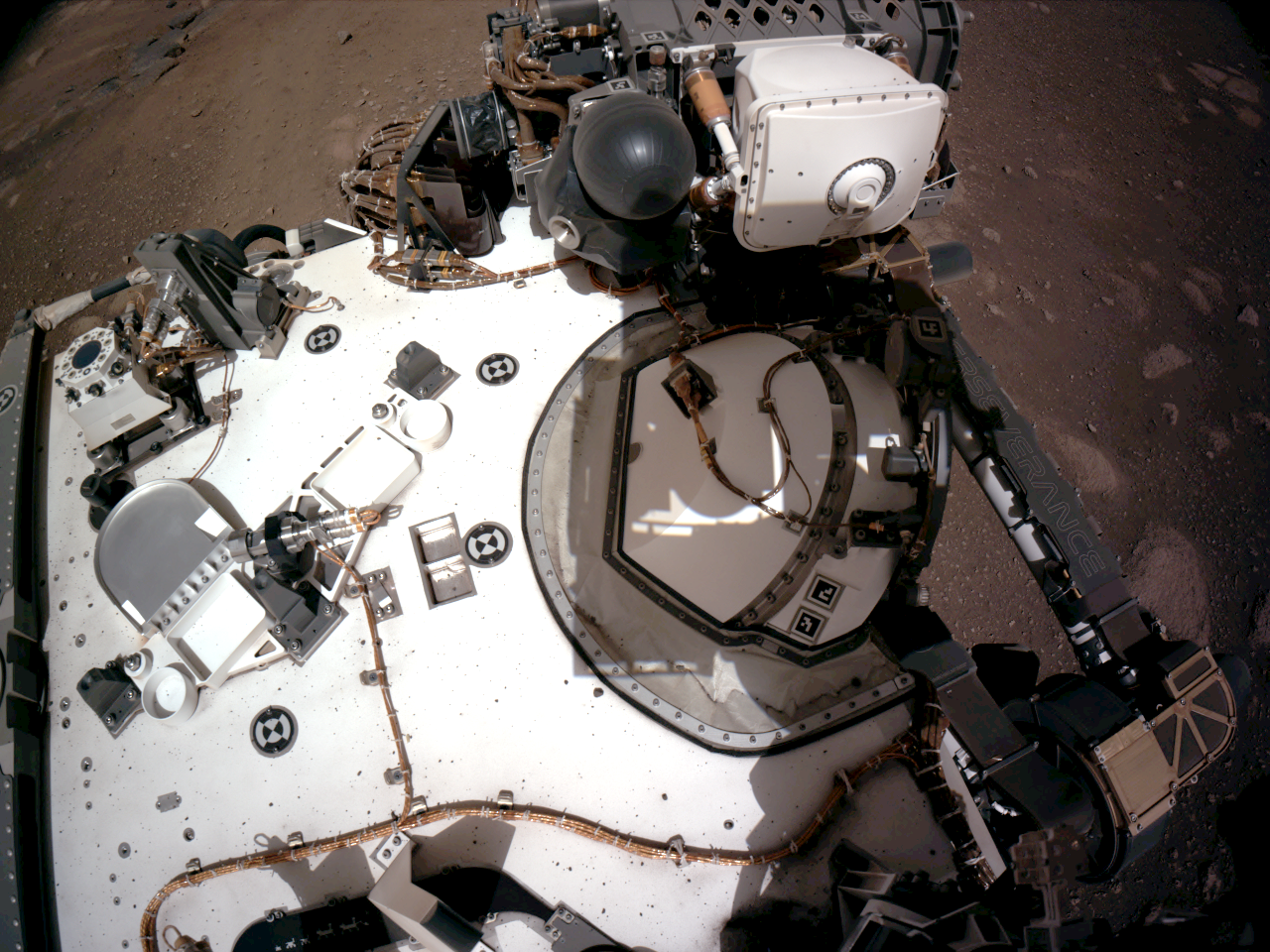
تصویری از نمای بالایی کاوشگر استقامت
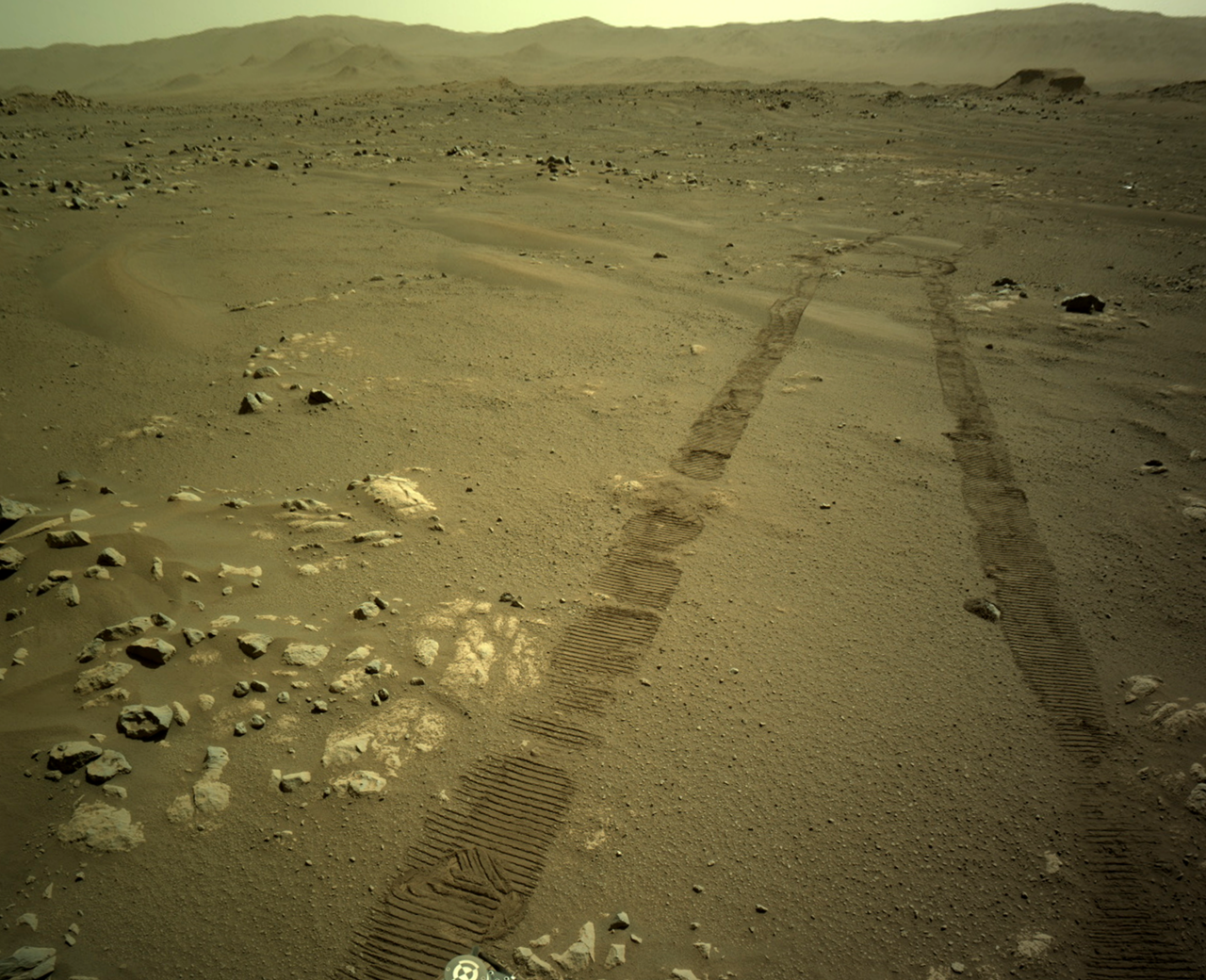
رد چرخ های مریخ نورد استقامت